# Bluffton (Minnesota)
Bluffton – miasto w Stanach Zjednoczonych, w stanie Minnesota, w hrabstwie Otter Tail.